# الجالية العراقية في غرب آسيا
توجد الجالية العراقية في غرب آسيا في الغالب وفي سوريا والأردن وايران ولبنان، بالإضافة إلى أعداد راسخة في دول الخليج العربي وإسرائيل. نتيجة لحرب العراق، كانت أزمة اللاجئين العراقيين هي الأكبر في غرب آسيا منذ 60 عامًا منذ عام 1948 عندما تأسست إسرائيل.
يُعتقد أن معظم المهاجرين العراقيين الذين فروا إلى إيران ولبنان من الشيعة. غالبًا ما يحدد الدين البلدان التي سيطلب الشعب العراقي اللجوء إليها، فقبل عقود، هرب معظم اليهود العراقيين إلى إسرائيل من خلال عملية عزرا ونحميا. جميع مسيحيي العراق تقريبًا موجودون الآن في لبنان وفي المدن المسيحية في سوريا، مثل جرمانا، حيث تضاعفت الهجرة مع وجود 100000 لاجئ عراقي.
يواجه العراقيون المقيمون في دول الخليج العربي صعوبات بسبب الصراعات السياسية بين بعض الحكومات، وخاصة في الكويت بسبب حرب الخليج. كان هناك عداء تجاه الشعب العراقي الذي يعيش في شبه الجزيرة العربية وغالبا ما يتعرض لظروف غير إنسانية. يسعى الأكاديميون والجيل الشاب في العراق إلى البحث عن ملاذ في الإمارات العربية المتحدة للحصول على فرص وظيفية أفضل.

## مجتمعات الجالية العراقية في غرب آسيا

### الأردن
استقبلت الأردن ما يقارب من 750 ألف لاجئ عراقي منذ بدء الحرب بحلول ديسمبر / كانون الأول 2006. وتعرض الأردن لانتقادات من قبل منظمات حقوق الإنسان لعدم تصنيف الوافدين الجدد تحت عنوان لاجئ وبدلاً من ذلك وصفوا بأنهم زوار، مما منع تمتع العراقيون بنفس المزايا التي يتمتع بها 1.5 مليون لاجئ فلسطيني مقيم في الأردن.
أعرب الأردنيون عن استيائهم من الوافدين الجدد، والتي تراكمت منذ تدفق اللاجئين أثناء وبعد حرب الخليج العربي في 1990-1991. بعد ذلك، وصل العراقيون الأثرياء واستثمروا في الاقتصاد الأردني، مما أدى إلى ارتفاع الأسعار إلى مستويات عالية للغاية بالنسبة للعديد من الأردنيين من الطبقة العاملة أو الطبقة الدنيا. في أعقاب حرب عام 2003 وما تلاها من إعادة الإعمار، أدى وصول العراقيين الفقراء إلى تفاقم المشاكل، وزيادة الطلب وممارسة المزيد من الضغط على الاقتصاد الأردني.
كما اتُهمت الحكومة بقمع الأنشطة الشيعية في البلاد مع السماح للعراقيين السنة بمواصلة حياتهم دون مضايقات من الحكومة. ونفت السلطات أي تمييز، مدعية أنها تعاملت مع أي نشاط غير مشروع للسنة أو الشيعة في العراق على قدم المساواة.

### الكويت
من الصعب تحديد عدد السكان العراقيين الحاليين في الكويت، حيث لا توجد أرقام رسمية، لكن التقديرات تتراوح بين 10000 و13000. طبقاً للمفوضية السامية للأمم المتحدة لشؤون اللاجئين، سجيل 427 عراقياً فقط كطالبي لجوء و18 عراقياً اعترف بهم كلاجئين في الكويت. وبسبب ضعف العلاقات العراقية الكويتية، كانت الكويت قد أعلنت في وقت سابق أنها لن توفر مأوى لأي لاجئين عراقيين وستمنعهم من دخول البلاد بحراسة الحدود مع القوات السعودية. ومع ذلك، أعلنت الكويت أنها ستقدم المساعدة الإنسانيةأي لاجئين في قطاع منزوع السلاح يبلغ عرضه 15 كيلومترًا على الجانب العراقي من الحدود. حافظت الكويت على لوائح صارمة عند النظر في مسألة اللاجئين؛ ومع ذلك استضافت البلاد 15000 عراقي خلال التسعينيات، يقيم معظمهم في الكويت. ويؤوي العراق حالياً حوالي 13 ألف عراقي وفقاً لمفوضية الأمم المتحدة السامية لشؤون اللاجئين.

### اليمن
منذ الحرب في عام 2003، على الرغم من عدم تقاسم الحدود مع العراق، أصبح اليمن دولة مضيفة لكثير من اللاجئين العراقيين. ومع ذلك في عام 2004، غيرت الحكومة اليمنية سياستها وتطالب حاليًا المواطنين العراقيين بالحصول على تأشيرات قبل السماح لهم بدخول اليمن؛ أدى هذا إلى تقييد دخولهم إلى البلاد. من الصعب تقدير عدد العراقيين الموجودين في اليمن حيث تختلف الأعداد بشكل متكرر، مع وصول ومغادرة العديد منهم بسرعة. في عام 2004، قدرت المفوضية السامية للأمم المتحدة لشؤون اللاجئين أن 100 ألف عراقي يعيشون في اليمن.

### الإمارت العربية المتحدة
يقدر عدد العراقيين الحاليين في الإمارات العربية المتحدة بحوالي 100,000.